# 싱텔
싱가포르텔레콤(Singapore Telecommunications Limited) 또는 싱텔(Singtel, 과거에는 SingTel)은 싱가포르의 전기통신 기업의 하나이다. 이 기업은 싱가포르 최대의 이동통신사업자이며 여러 지사들을 통해 4,100,000명의 구독자들을 보유하고 있으며 2017년 회계연도가 끝날 시점에는 640,000,000명의 고객 구독자 기반이 있었다. 이 기업은 1995년까지 텔레커뮤니케이션스 이큅먼트(Telecommunications Equipment)라는 이름을 사용했다. 싱텔은 ISP(SingNet), IPTV(싱텔 TV), 이동전화망(싱텔 모바일), 그리고 유선전화 통신 서비스를 제공한다.